# Tassiló I
Tassilo I († 609) fou el segon duc de Baviera (590-609), de la família dels agilolfings, probablement fill de Garibald I, duc de Baviera, i de Waldrada.

## Filiació
Cap document dona el nom del pare de Tassilo I, però com que fou el pare de Garibald II i va succeir a Garibald I, que tenia altres fills, es suposa que era el fill gran de Garibald I.

## Biografia
L'única cosa que sabem sobre aquest duc és a través de Pau el Diaca, en la seva Historia Langobardorum, on l'esmenta només dues vegades, l'any 590, quan Khildebert II, rei d'Austràsia, el va designar com a "rei" de Baviera, i el 609, quan va morir en lluita contra els eslaus que havien envaït Baviera. El seu nomenament va posar fi a la guerra contra els francs que s'havia iniciat en temps del rei/duc Garibald I (probable pare de Tassiló) a causa de l'aliança matrimonial que aquest Garibald havia fet amb els longobards i a la que s'oposava el rei d'Austràsia. No se sap si Garibald va morir o fou deposat el que no permet establir amb seguretat la relació entre Garibald i Tassiló que en tot cas, si no era el seu fill, era un parent proper. El nomenament de Tassiló per Khildebert mostra que aleshores Baviera estava o va passar sota control dels francs.

## Descendència
D'una esposa desconeguda va tenir un fill, Garibald II († 640), que el va succeir.